# شكري الخوري
شكري الخوري (1870 - 1937) هو صحفي وكاتب لبناني ولد في بكفيا وتعلم فيها. وهاجر إلى البرازيل في 1896. أصدر جريدة «الأصمعي» في سان باولو التي استمرت لمدة عام ونصف. ثم هاجر إلى الأرجنتين وأصدر فيها جريدة «الصبح» لمدة عام واحد وهي أول جريدة عربية صدرت هناك. ثم عاد إلى سان باولو فأسس جريدة «أبو الهول» التي استمرت في الصدور لحدّ وفاته. كتب قصصا باللغة العامية. كتب عدة مؤلفات حول قضايا تخص لبنان منها «في سبيل الوطن» و«لا مسلم ولا مسيحي» و«لأجل لبنان» و«الانتداب الفرنساوي» والذي كتبه بالعامية و«مرور في أرض الهناء» الذي نقد فيه الفساد الاجتماعي. وعين في منصب معتمد لبنان في سان باولو في 1927.